# Joaquín Guzmán
Joaquín Guzmán González, locutor de radio español, nacido en Madrid en 1963, forma parte de una generación emblemática para la radio española. Su primera oportunidad llegaría de la emisora Cadena Minuto, que más tarde pasaría a llamarse M80 Radio, realizando radiofórmula y diversos programas especializados: de música disco (Discochenta), cine (Banda sonora junto a Joaquín Luqui), o músicas del mundo (Raíces). La Cadena Ser le ofrece además la oportunidad de participar en programas como Pistas blancas (esquí), Ser aventureros (viajes de aventura) y Pasajero 105 (viajes turísticos). Desde el año 1998 hasta 2005 fue colaborador de Iñaki Gabilondo en el programa Hoy por hoy de la Cadena SER como experto musical. En 2009 saltó la noticia de que sería el sucesor de Beatriz Pécker y José Luis Uribarri como comentarista de TVE del Festival de la Canción de Eurovisión 2009.
En la actualidad dirige y presenta La Rotonda en Radio Castilla-La Mancha, labor que compatibiliza como consultor experto en música para grandes empresas y con la docencia. Colabora además con Kiss FM y Punto Radio. 

## La gramolay M80 Radio
En el año 1995 elabora el programa La gramola, un estilo de radio completamente diferente al habitual en la radio española, donde el radioyente participa de manera activa en el mismo mediante teléfono, fax o internet gracias al correo electrónico o bien desde el propio chat. Con el tiempo Joaquín elabora y complementa este programa con diferentes secciones sobre vivencias, cine, música y otras diversas. Su trabajo se ve recompensando en 1999 cuando le otorgan el premio de la música al mejor programa de radio, a partir de ese momento llegarían diversos éxitos profesionales como el premio Theo Van Gogh de radio, Comunicarte, y la Antena de Plata otorgada por la asociación de profesionales de radio y televisión. 
Tras 10 años de andadura y un gran apoyo por parte del público y de la crítica, la salida de Joaquín de M80 Radio se realizó en circunstancias poco claras. El día 14 de diciembre de 2004 Joaquín Guzmán se despidió como tras cualquier otro día, pero el día siguiente el conductor del programa fue Agustín García, quien hasta el momento se limitaba a sustituir excepcionalmente a Joaquín en caso de enfermedad, vacaciones o de fuerza mayor. Pese al gran cariño y respeto que Joaquín tenía hacia sus oyentes, no se le permitió despedirse de su audiencia. La cadena no dio ningún tipo de argumentación frente a ninguno de estos sucesos.
Pero el episodio más oscuro llegó a raíz de que la Academia de las Artes y las Ciencias de la Música (una organización fundada por la SGAE y la AIE) le concediera el Premio de la música al programa La gramola por su trayectoria en el año 2004, en el que fue presentador Joaquín Guzmán. Éste fue invitado por parte de la organización para recibir el premio, pero unos días después recibió una llamada de Tato Luzardo, gerente de la Academia avisándole que ya no podría acudir a la gala. Luzardo le explicó, que M80 Radio había amenazado a la SGAE con demandas legales y con la posibilidad de impugnar los premios, si es que él recibía un premio de M80 Radio. En ese momento, Guzmán ya tenía en su poder seis entradas para que él y su familia acudiesen a la gala, entradas que finalmente le fueron retiradas. 
Posteriormente Guzmán recibió dos días después, una segunda llamada de Jorge Flo, director de cadenas musicales de la Cadena SER en la que, de manera no muy amable, se solicitó a Guzmán que no realizara ningún revuelo, ni intentara boicotear los premios. Una situación que finalmente no se produjo, y finalmente fue Manu Dávila (director de M80 Radio) el que recibió el galardón, mientras Guzmán veía los premios desde su casa.
Tras estos acontecimientos, y tras la indignación de los oyentes habituales, los medios musicales de Prisa publicaron un artículo en el que se recordaba que el mítico programa de M80 había tenido varios presentadores, sin mencionar que Joaquín Guzmán fue el que lo hizo durante el 99% de los diez años que duró el programa.
Después de abandonar la cadena M80 Radio, montó por iniciativa personal una emisora digital en internet destinada a apoyar grupos de jóvenes artistas combinado con entrevistas a diversos cantautores españoles, al igual que ya viniera realizando en su anterior programa. Meses más tarde, aceptó el nuevo reto planteado por Aragón Radio, en la que permaneció hasta diciembre de 2008. En 2007 cofunda Rockola.fm. 
En el año 2018 se incorpora a CMM Radio, la radio autonómica de Castilla-La Mancha. En esta radio dirige y presenta La Rotonda; un programa con aires de Gramola pero adaptado a los nuevos medios de comunicación y al nuevo horario ya que se emite de 10:00 a 14:00